# Осиновая Дубрава
Осиновая Дубрава — посёлок в Краснозёрском районе Новосибирской области. Располагался на территории современного Аксенихинского сельсовета. Упразднён в 1978 г.

## География
Располагался в 8 км к юго-востоку от села Аксениха.

## История
Основан в 1911 году. В 1928 г. посёлок Осинова Дубрава состоял из 60 хозяйств. В составе Николаевского сельсовета Карасукского района Славгородского округа Сибирского края.

## Население
В 1926 г. в посёлке проживало 341 человек (167 мужчин и 174 женщины), основное население — украинцы.